# Enel OGK-5
Enel OGK-5 (russisch Энел ОГК-5) ist ein russisches Unternehmen mit Unternehmenssitz (juristisch) in Jekaterinburg und Unternehmenszentrale in Moskau, Russland.
Das Unternehmen produziert Elektrizität in Russland und betreibt vier Kraftwerke. OGK-5 gehörte bis 2008 dem russischen Konzern Unified Energy System (UES) an. 2007 beteiligte sich das italienische Energieunternehmen Enel am Unternehmen. Seit 2015 ist der Name Enel Russia. Die italienische Enel hielt 56 Prozent.

## Kraftwerke
Von Enel OGK-5 werden oder wurden folgende Wärmekraftwerke betrieben:
- Konakowskaja GRES – 2400 MW (Konakowo, Oblast Twer)
- Newinnomyssk – 1290 MW (Newinnomyssk, Region Stawropol)
- Reftinski – 3800 MW (Reftinski, Oblast Swerdlowsk), verkauft 2020[4]
- Sredneuralsk – 1182 MW (Sredneuralsk, Oblast Swerdlowsk; Ausbau auf 1592 MW geplant)
- Windpark Kola 2023 mit 57  Siemens Gamesa SG 3.4-132 eröffnet.[5]

## Sonstiges
Das Unternehmen ist nicht zu verwechseln mit den anderen russischen Unternehmen OGK-1 bis OGK-6, die auch aus Unified Energy System hervorgingen.